# Otto Mauer

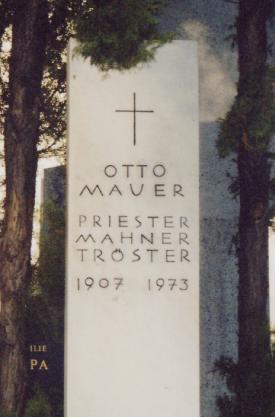
Grabstein von Otto Mauer am Friedhof von Brunn am Gebirge

Otto Mauer (* 14. Februar 1907 in Brunn am Gebirge; † 3. Oktober 1973 in Wien) war ein österreichischer römisch-katholischer Priester, Kunstsammler und Mäzen. Er leitete in Wien eine Avantgarde-Galerie.

## Leben und Werk
In seiner Jugend engagierte sich Mauer im Bund Neuland, 1931 wurde er zum Priester geweiht. Während der NS-Zeit wurde Otto Mauer mehrmals verhaftet und mit Predigtverbot belegt. Von Kardinal Innitzer und Prälat Karl Rudolf wurde er geschützt. Seit 1946 war Otto Mauer Geistlicher Assistent der Katholischen Aktion. 1954 wurde er Domprediger in St. Stephan, und er gründete in der Grünangergasse die berühmte Galerie nächst St. Stephan. Bald nach ihrer Gründung wurde die Galerie nächst St. Stephan zum Zentrum des österreichischen Informel (Maria Lassnig, Oswald Oberhuber).
1965 gründet Kardinal König den Stiftungsfonds Pro Oriente, Otto Mauer war Vorstandsmitglied.
Für die Galerie nächst St. Stephan sammelte Otto Mauer 3000 Werke von der klassischen Moderne bis zur informellen Malerei (darunter Werke von Alfred Kubin, Hans Fronius, Herbert Boeckl, Arnulf Rainer, Josef Mikl, Wolfgang Hollegha, Markus Prachensky, Friedensreich Hundertwasser und Christian Ludwig Attersee). Die Sammlung Otto Mauer ist heute Teil der Sammlungen des Dommuseums Wien.
Seit 1981 wird jährlich der Otto-Mauer-Preis an junge Künstler vergeben. Er gilt als eine der bedeutendsten Auszeichnungen für bildende Kunst in Österreich. Das Preisgeld kommt aus dem Otto-Mauer-Fonds, der 1980 als Stiftung der Erzdiözese Wien eingerichtet wurde.
Arnulf Rainer urteilte über Mauer: „Der Otto Mauer war sicher ein Kämpfer für die Kirche und die zeitgenössische Kunst. Er ist eigentlich sehr stark auf Ablehnung in der Kirche gestoßen, man hat ihn zwar nicht bekämpft, aber nur geduldet. … Otto Mauer hat Einfluss gehabt, und er war überzeugend.“

## Auszeichnungen
- 1972: Preis der Stadt Wien für Volksbildung
- 1993: Otto-Mauer-Gasse in Brunn am Gebirge (Niederösterreich)
- 1995: Otto-Mauer-Gasse in Wien-Liesing

## Publikationen
- Bernhard A. Böhler: Monsignore Otto Mauer. Ein Leben für Kirche und Kunst. Triton Verlag, Wien 2003, ISBN 3-85486-175-3.
- Das geschundene Reich Gottes: theologische Reden. Herausgegeben und kommentiert von Werner Reiss, Hora-Verlag, Wien 1993, ISBN 3-213-00018-3.
- Erschreckend – Wahr. Begegnungen von Hans Fronius und Otto Mauer. Herausgegeben von Bernhard A. Böhler und Christin Fronius unter Mitarbeit von Ferdinand Reisinger. Bibliothek der Provinz, Weitra 2001, ISBN 3-85252-394-X.
- Otto Mauer. Über Kunst und Künstler. Herausgegeben von Günter Rombold. Residenz Verlag, Salzburg 1993, ISBN 3-7017-0786-3.